# Sphagnum robinsonii
Sphagnum robinsonii är en bladmossart som beskrevs av Warnstorf 1912. Sphagnum robinsonii ingår i släktet vitmossor, och familjen Sphagnaceae. Inga underarter finns listade i Catalogue of Life.